# Éver Banega
Éver Maximiliano David Banega (Rosario, 1988. június 29. –) argentin labdarúgó, a Newell’s Old Boys középpályása.

## Pályafutása

### Boca Juniors
Banega az első csapatba 18 évesen került és azonnal az első osztály legjobbjai közé sorolták. Miután csapattársa Fernando Gago a Real Madrid csapatába igazolt 2007 januárjában, fiatal kora ellenére Gago utódjának nevezték ki.
2007. február 10-én debütált Club Atlético Banfield elleni (4-0) győzelemmel.

### Valencia
2008. január 5-én aláírt a spanyol Valencia CF csapatához egy öt és fél évre szóló szerződést, 18.000.000 € körüli átigazolási összegért. 2008 januárjában az Atlético de Madrid elleni vereséggel debütált.

### Atlético Madrid (kölcsönben)
A 2008–09-es szezont a Atlético Madrid csapatánál töltötte. Debütálása a Bajnokok ligája első csoportkörében a PSV Eindhoven ellen történt.

### Ismét Valencia
Miután visszatért az Atléticotól úgy tűnt, hogy az angol Everton FC-hez igazol, de nem  jött létre vízum problémák miatt. Ezt követően a 2009–10-es szezon nyitó mérkőzésén két gólt szerzett a Sevilla FC ellen. 2010. január 17-én ő szerezte az első gólt a Villarreal CF elleni (4-1).

### es-Sabáb
2020 januárjában jelentették be, hogy a szezon végén csatlakozik az es-Sabáb csapatához.

### Newell’s Old Boys
2024 januárjában az argentin Newell’s Old Boys csapatába igazolt.

#### A válogatottban
Banega az U20-as csapatban csapattársa volt Sergio Agüero-nak , a 2007-es U20-as labdarúgó-világbajnokságon tagja volt a győztes válogatottnak.
Valenciába való igazolása után debütált az argentin nemzeti csapatban, egy barátságos mérkőzésen a Guatemala ellen. 2008 nyarán részt vett az Olimpián, végül aranyérmesként fejezte be az olimpiát.
Annak ellenére, hogy remek szezonnt tudott le a Valenciánál, Diego Maradona nem hívta be a Dél-Afrikai Labdarúgó-világbajnokságra utazó keretbe.

## Statisztika
| Klub               | Szezon           | Bajnokság | Bajnokság | Kupa  | Kupa  | Nemzetközi | Nemzetközi | Összesen | Összesen |
| Klub               | Szezon           | Meccs     | Gólok     | Meccs | Gólok | Meccs      | Gólok      | Meccs    | Gólok    |
| ------------------ | ---------------- | --------- | --------- | ----- | ----- | ---------- | ---------- | -------- | -------- |
| Valencia           |                  |           |           |       |       |            |            |          |          |
| 2007–08            | 12               | 0         | 2         | 0     | 0     | 0          | 14         | 0        |          |
| Összesen           | 12               | 0         | 2         | 0     | 0     | 0          | 14         | 0        |          |
| Atlético de Madrid |                  |           |           |       |       |            |            |          |          |
| 2008–09            | 24               | 1         | 0         | 0     | 3     | 0          | 27         | 1        |          |
| Összesen           | 24               | 1         | 0         | 0     | 3     | 0          | 27         | 1        |          |
| Valencia           |                  |           |           |       |       |            |            |          |          |
| 2009–10            | 28               | 2         | 2         | 0     | 7     | 0          | 37         | 2        |          |
| 2010–11            | 30               | 2         | 2         | 1     | 2     | 0          | 34         | 3        |          |
| Összesen           | 58               | 4         | 4         | 1     | 9     | 0          | 71         | 5        |          |
| Karrier összesen   | Karrier összesen | 94        | 5         | 6     | 1     | 12         | 0          | 112      | 6        |

## Sikerei, díjai

### Klub
Boca Juniors
- Copa Libertadores győztes: 2007

Valencia
- Spanyol kupa győztes: 2007–08

Sevilla
- Európa-liga győztes: 2014-15, 2015-16, 2019-20

#### A válogatottban
Argentína
- U20-as világbajnokság győztes: 2007
- Nyári Olimpia győztes: 2008
- Copa America döntős: 2015

### Fordítás
Ez a szócikk részben vagy egészben  az   Éver Banega című angol Wikipédia-szócikk fordításán alapul.  Az eredeti cikk szerkesztőit annak laptörténete sorolja fel. Ez a jelzés csupán a megfogalmazás eredetét és a szerzői jogokat jelzi, nem szolgál a cikkben szereplő információk forrásmegjelöléseként.